# مك كليلانفيل (كارولاينا الجنوبية)
مك كليلانفيل (بالإنجليزية: McClellanville, South Carolina)‏ هي بلدة أمريكية تقع في الولايات المتحدة في مقاطعة تشارلستون. يقدر عدد سكانها بـ 459 نسمة ومساحتها 5.6 كم2 و وترتفع عن سطح البحر 1 متر.

## التركيبة السكانية
حدّد مكتب تعداد الولايات المتحدة بيانات التركيبة السكانية لمك كليلانفيل في تعداد الولايات المتحدة. في ما يلي، التركيبة السكانية حسب تعدادي 2000 و2010.

### تعداد عام 2000
بلغ عدد سكان مك كليلانفيل 459 نسمة بحسب تعداد عام 2000، وبلغ عدد الأسر 206 أسرة وعدد العائلات 138 عائلة مقيمة في البلدة. في حين سجلت الكثافة السكانية 75.1 نسمة لكل كيلومتر مربع (194.5/ميل2). وبلغ عدد الوحدات السكنية 254 وحدة بمتوسط كثافة قدره 41.6 لكل كيلومتر مربع (107.7/ميل2).
وتوزع التركيب العرقي للبلدة بنسبة 92.59% من البيض و7.41% من الأمريكيين الأفارقة و2.18% من الهسبانيون أو اللاتينيون من أي عرق.
بلغ عدد الأسر 206 أسرة كانت نسبة 23.3% منها لديها أطفال تحت سن الثامنة عشر تعيش معهم، وبلغت نسبة الأزواج القاطنين مع بعضهم البعض 58.7% من أصل المجموع الكلي للأسر، ونسبة 5.8% من الأسر كان لديها معيلات من الإناث دون وجود شريك،  بينما كانت نسبة 2.4% من الأسر لديها معيلون من الذكور دون وجود شريكة وكانت نسبة 33% من غير العائلات. تألفت نسبة 29.6% من أصل جميع الأسر من عدة أفراد يعيشون في نفس المنزل ونسبة 12.1% كانت تتألف من شخص يعيش بمفرده يبلغ من العمر 65 عاماً أو أكثر. وبلغ متوسط حجم الأسرة المعيشية 2.23، أما متوسط حجم العائلات فبلغ 2.75.
بلغ العمر الوسطي للسكان 47.7 عاماً. وكانت نسبة 16.3% من القاطنين تحت سن الثامنة عشر، وكانت نسبة 7% بين الثامنة عشر والرابعة والعشرين عاماً، ونسبة 20.9% كانت واقعةً في الفئة العمرية ما بين الخامسة والعشرين والرابعة والأربعين عاماً، ونسبة 36.4% كانت ما بين الخامسة والأربعين والرابعة والستين، ونسبة 19.4% كانت ضمن فئة الخامسة والستين عاماً فما فوق. يوجد لكل 100 أنثى 96.2 ذكر، ويوجد لكل 100 أنثى في الثامنة عشر من عمرها فما فوق 92.0 ذكر.
بلغ متوسط دخل الأسرة في البلدة 42,500 دولارًا، أما متوسط دخل العائلة فبلغ 50,000 دولارًا. وكان متوسط دخل الذكور 36,750 دولارًا مقابل 25,781 دولارًا للإناث. وسجل دخل الفرد الخاص بالبلدة 22,425 دولارًا. وكانت نسبة 8.3% من العائلات ونسبة 11.8% من السكان تحت خط الفقر، وكان من هؤلاء نسبة 21.8% تحت سن الثامنة عشر ونسبة 8.6% في الخامسة والستين من العمر وما فوق.

### تعداد عام 2010
بلغ عدد سكان مك كليلانفيل 499 نسمة بحسب تعداد عام 2010، وبلغ عدد الأسر 225 أسرة وعدد العائلات 150 عائلة مقيمة في البلدة. في حين سجلت الكثافة السكانية 81.7 نسمة لكل كيلومتر مربع (211.6/ميل2). وبلغ عدد الوحدات السكنية 318 وحدة بمتوسط كثافة قدره 52 لكل كيلومتر مربع (134.7/ميل2).
وتوزع التركيب العرقي للبلدة بنسبة 87.98% من البيض و11.42% من الأمريكيين الأفارقة و0.20% من الأمريكيين الأصليين و0.40% من الأمريكيين ذوي الأصول الآسيوية و0.60% من الهسبانيون أو اللاتينيون من أي عرق.
بلغ عدد الأسر 225 أسرة كانت نسبة 22.7% منها لديها أطفال تحت سن الثامنة عشر تعيش معهم، وبلغت نسبة الأزواج القاطنين مع بعضهم البعض 56.4% من أصل المجموع الكلي للأسر، ونسبة 8.9% من الأسر كان لديها معيلات من الإناث دون وجود شريك،  بينما كانت نسبة 1.3% من الأسر لديها معيلون من الذكور دون وجود شريكة وكانت نسبة 33.3% من غير العائلات. تألفت نسبة 27.6% من أصل جميع الأسر من عدة أفراد يعيشون في نفس المنزل ونسبة 12.9% كانت تتألف من شخص يعيش بمفرده يبلغ من العمر 65 عاماً أو أكثر. وبلغ متوسط حجم الأسرة المعيشية 2.22، أما متوسط حجم العائلات فبلغ 2.70.
بلغ العمر الوسطي للسكان 53.8 عاماً. وكانت نسبة 16.4% من القاطنين تحت سن الثامنة عشر، وكانت نسبة 5.8% بين الثامنة عشر والرابعة والعشرين عاماً، ونسبة 19.6% كانت واقعةً في الفئة العمرية ما بين الخامسة والعشرين والرابعة والأربعين عاماً، ونسبة 34.3% كانت ما بين الخامسة والأربعين والرابعة والستين، ونسبة 23.8% كانت ضمن فئة الخامسة والستين عاماً فما فوق. وتوزع التركيب الجنسي للسكان بنسبة 48.7% ذكور و51.3% إناث.